# Tumbalalá
Els tumbalalá són un poble indígena brasiler de l'antic Aldeamento do Pambu, a l'interior de Rodelas, estat de Bahia. El seu territori comprèn avui terres entre els municipis d'Abaré i Curaçá, a la vora del riu São Francisco, a l'estat de Bahia. Històricament estan relacionats amb els pobles kariri i procás. Culturalment estan relacionats amb els pobles Truká, Tuxá i Atikum. El 2014 eren uns 1.195 individus, tots ells parlen portuguès brasiler i potser antigament parlaren alguna de les llengües karirí.